# Dinocheirus texanus
Espèce
Dinocheirus texanus est une espèce de pseudoscorpions de la famille des Chernetidae.

## Distribution
Cette espèce est endémique du Texas aux États-Unis. Elle se rencontre dans le comté de Cameron.

## Habitat
Elle a été découverte dans le terrier de Neotoma micropus.

## Description
Les mâles mesurent de 2,2 à 2,6 mm et les femelles de 2,3 à 2,7 mm.

## Étymologie
Son nom d'espèce lui a été donné en référence au lieu de sa découverte, le Texas.

## Publication originale
- Hoff & Clawson, 1952 : Pseudoscorpions from rodent nests. American Museum Novitates, no 1585, p. 1-38 (texte intégral).